# Teleférico Pío Nono
Die Teleférico Pío Nono (deutsch Seilbahn Pío Nono) ist eine im Bau befindliche Luftseilbahn in der chilenischen Hauptstadt Santiago de Chile. Sie soll von Süden auf den 880 Meter hohen Hausberg der Stadt, den Cerro San Cristóbal führen. Die neue Gondelbahn wird drei Stationen auf einem Kilometer Strecke bedienen und soll die Transportkapazitäten auf dieser Seite des Hügels verbessern, da die Standseilbahn Funicular de Santiago nur 120 bis 160 Passagiere je Stunde und Richtung befördern kann.

## Geschichte

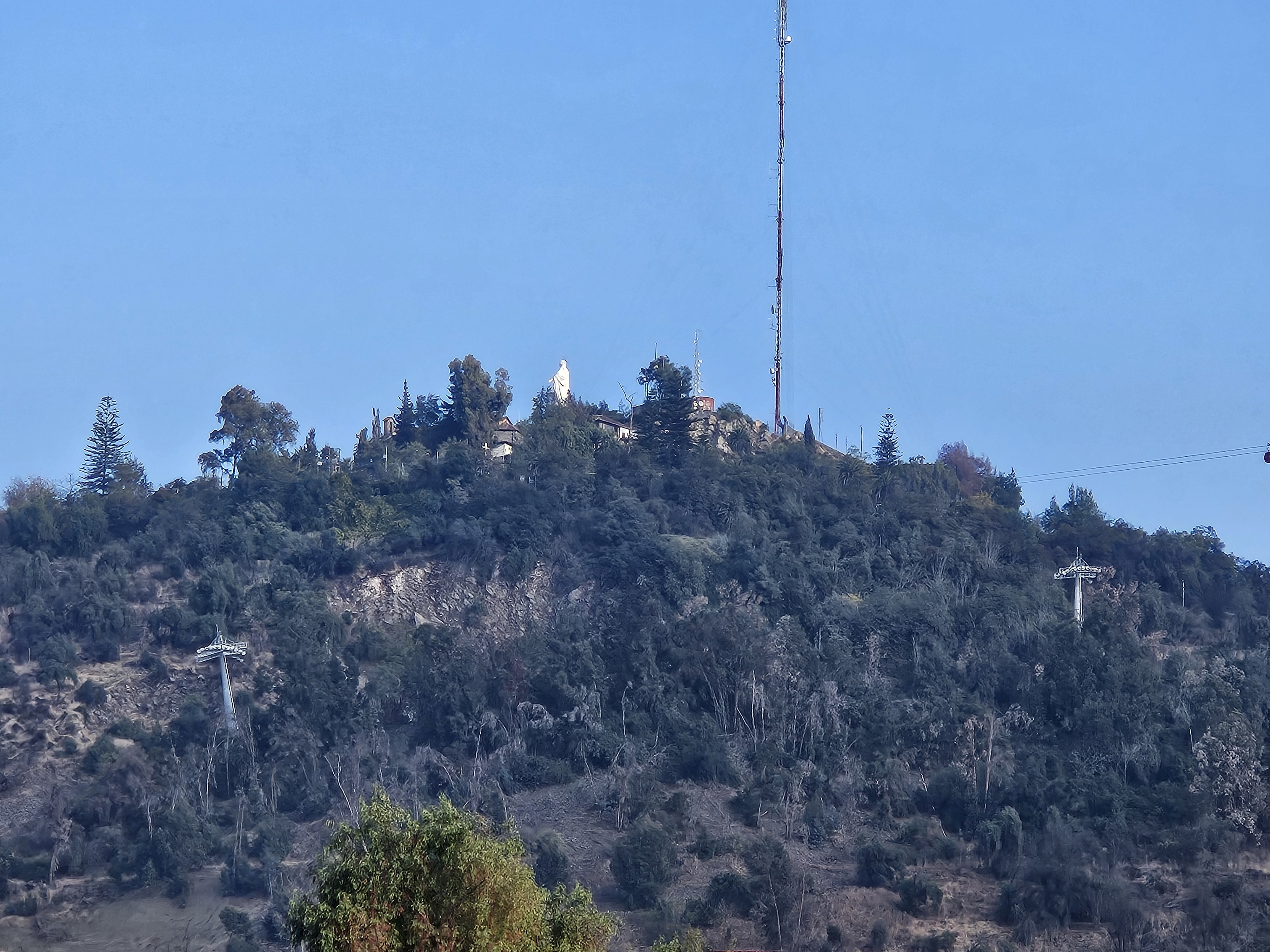
Die ersten Seilbahnstützen unterhalb des Gipfels (2024)

Der Bau einer zweiten Seilbahn auf den Hügelrücken erfolgt aufgrund der hohen Nachfrage an der Standseilbahn und den Doppeldeckerbussen, die vom Hauptzugang des Parque Metropolitano, der den gesamten Cerro San Cristóbal umfasst, an der Straße Pío Nono zum Gipfel des Hügels fahren. Heute gibt es bei beiden Services lange Wartezeiten.
Die ersten Ankündigungen zu einer neuen Seilbahn gab es bereits im Februar 2019. Die Ausschreibung für den Bau wurde am 1. März 2021 veröffentlicht, der Auftrag wurde dem Konsortium Icafal/Doppelmayr erteilt, während die Planung der Stationen an Lateral Arquitectura übertragen wurde.
Ursprünglich sollte die Teleférico Pío Nono im ersten Halbjahr 2024 eröffnet werden, im April 2025 waren allerdings erst 61 Prozent der Bauarbeiten abgeschlossen.

## Strecke
Die Seilbahn liegt auf der Südseite des Cerro San Cristóbal. Sie wird von der Talstation Zoológico Nacional an der Avenida El Cerro unmittelbar am Zoo nordostwärts führen, nach etwa 480 Metern die Zwischenstation Chile Nativo am gleichnamigen Ökopark erreichen und von dort nordwärts bis zur Station Plaza México auf rund 810 Metern Meereshöhe weiter laufen. Damit endet sie rund 240 Meter nordöstlich der Bergstation Cumbre der bereits bestehenden Gondelbahn Teleférico de Santiago, die entgegengesetzt auf den Hügel führt.

## Technik
Die Teleférico Pío Nono wird eine Kleinkabinenumlaufseilbahn.
Die neue Seilbahn soll in einer ersten Ausbaustufe über 24 Kabinen verfügen, die jeweils bis zu acht Personen befördern können. Damit sollen bis zu 800 Personen je Stunde und Richtung oder 200.000 Passagiere im Monat bewegt werden. In einer zweiten Ausbaustufe können 12 weitere Kabinen die Kapazität auf 1.200 Personen steigern. Die mittlere Geschwindigkeit der Bahn soll 3 Meter pro Sekunde, entspricht 10,8 Stundenkilometer, betragen, sodass die Fahrzeit für die Gesamtstrecke bei 7:11 Minuten liegen wird.